# Zofia Szweda-Lewandowska
Zofia Szweda-Lewandowska (ur. 1938) – polska biofizyk, profesor nauk biologicznych.

## Życiorys
Studiowała na Uniwersytecie Warszawskim, w 1974 r. obroniła pracę doktorską pt. Wpływ promieniowania gamma na strukturę i funkcję hemoglobiny ludzkiej pod opieką prof. Wandy Leyko, w 1988 r. habilitowała się za pracę pt.  Radiacyjnie indukowane modyfikacje strukturalne i funkcjonalne deoksyhemoglobiny człowieka w rozcieńczonych roztworach wodnych. W 2001 r. uzyskała tytuł profesora nauk biologicznych.
Była pracownikiem naukowym w Katedrze Biofizyki Molekularnej na Wydziale Biologii i Ochrony Środowiska Uniwersytetu Łódzkiego.

## Odznaczenia i wyróżnienia
- Złota Odznaka UŁ[3]
- Nagroda Rektora Uniwersytetu Łódzkiego (trzynastokrotnie)[3]
- Medal Komisji Edukacji Narodowej[3]
- Złoty Krzyż Zasługi[3]
- Medal "Uniwersytet Łódzki w Służbie Społeczeństwu i Nauce[3]
- Krzyż Kawalerski Orderu Odrodzenia Polski[3]